# Villers-sur-Bonnières
Villers-sur-Bonnières è un comune francese di 169 abitanti situato nel dipartimento dell'Oise della regione dell'Alta Francia.

## Società

### Evoluzione demografica
Abitanti censiti